# Carver Europe

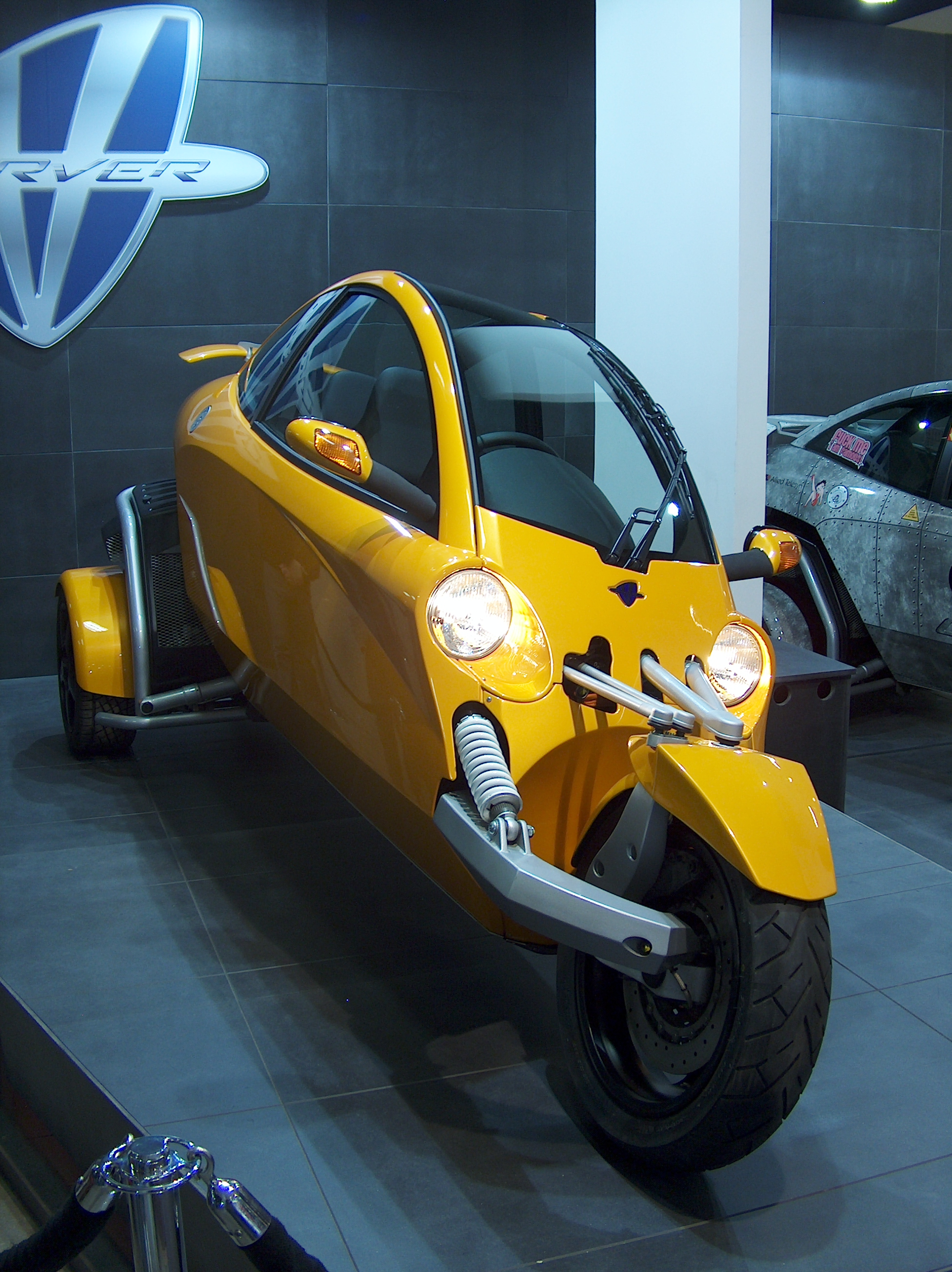
Carver One auf der European Motor Show in Brüssel, 2006

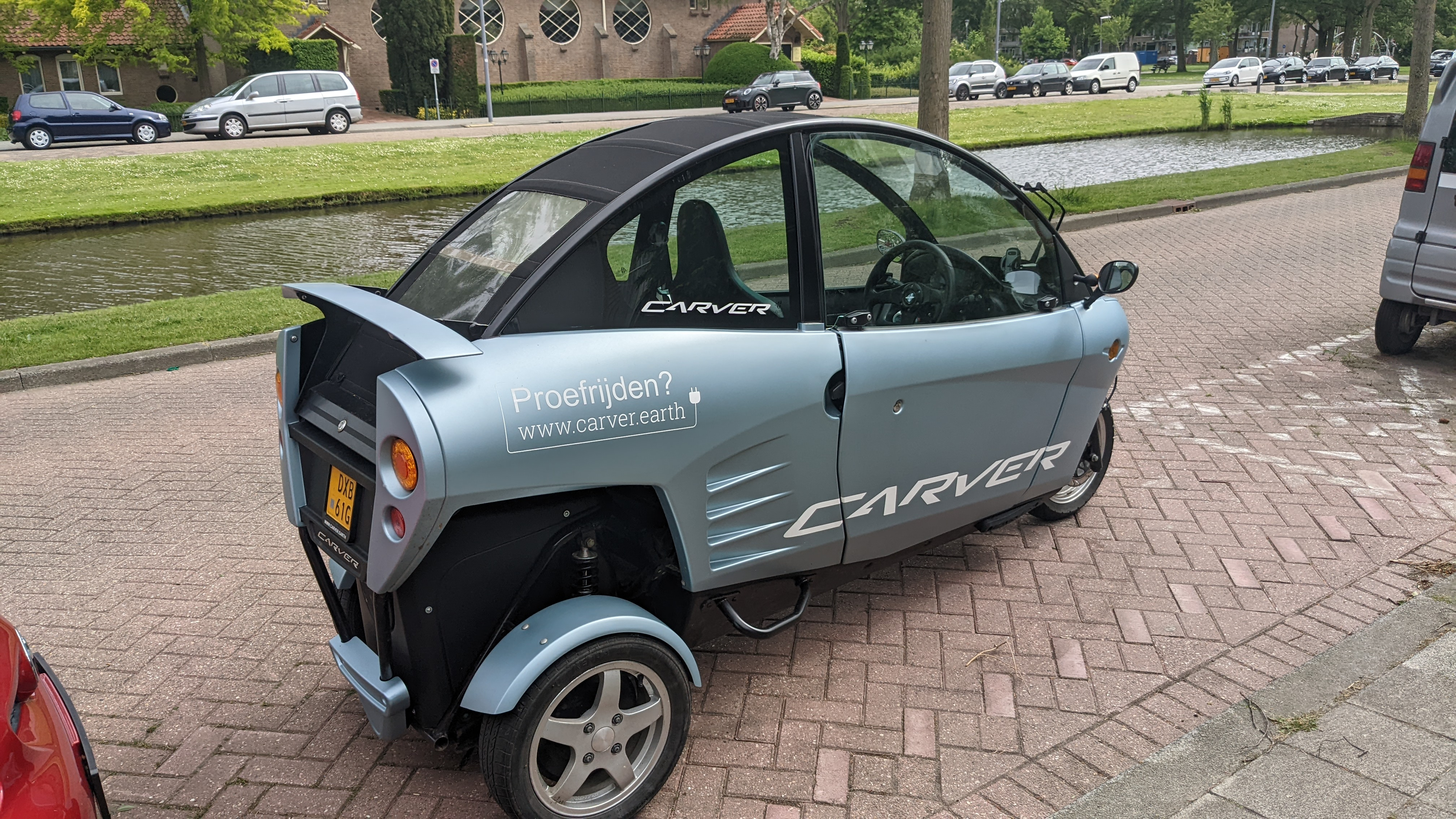
Carver Kabinenroller in Rotterdam, 2022

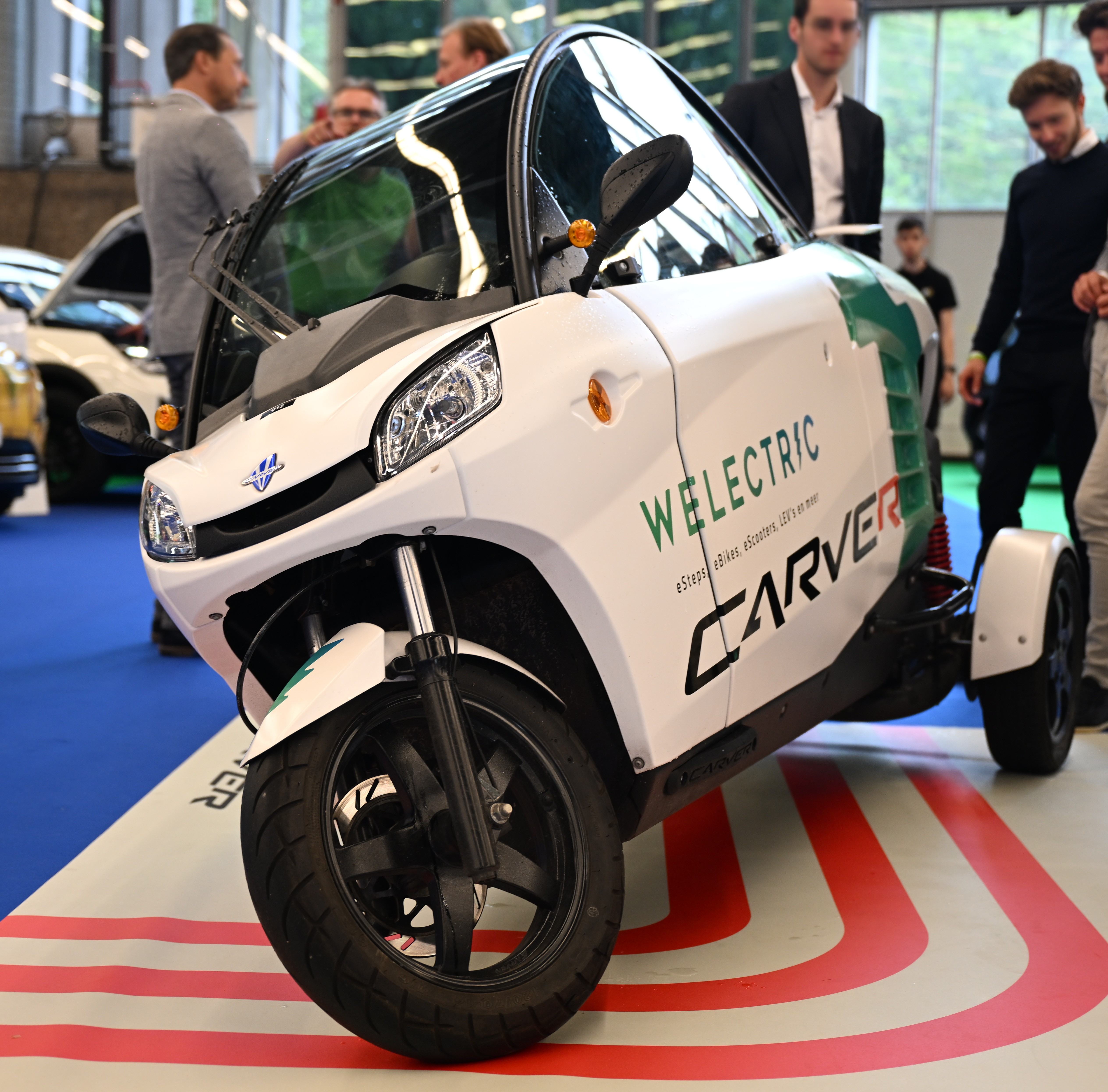
Frontansicht mit Neigung auf der FullyCharged-Messe in Amsterdam, 2022

Carver Europe B.V. ist ein niederländischer Hersteller von Automobilen/elektrischen dreirädrigen Kabinenrollern mit Neigetechnik.

## Unternehmensgeschichte
Das Nachfolgeunternehmen von Vandenbrink B.V. begann 2003 in ’s-Gravendeel mit der Produktion von Fahrzeugen. Im ersten Jahr wurden 20 Fahrzeuge verkauft. 2009 endete die niederländische Produktion des Carver One nach etwa 200 hergestellten Exemplaren und wurde bis 2016 in Kleinserie in Deutschland fortgeführt.
Ab 2015 wurde in Leeuwarden die Produktion von neuen, rein elektrischen Modellserien wieder aufgenommen. Die ersten Fahrzeuge wurden ab dem Jahr 2019 an Kunden ausgeliefert.
Die Firma Carver Europe B.V. sowie Carver B.V. und Carver Technology B-V. wurden am 17. Juli 2024 vom zuständigen Amtsgericht Noord-Nederland in Leeuwarden für insolvent erklärt.

## Fahrzeuge
Das erste Modell war der Carver One, erstmals vorgestellt 1999 auf der IAA durch Vandenbrink B.V. Dabei handelt es sich um ein Dreirad, bei dem sich das einzelne Rad vorne befindet.
2015 startete die Produktion einer neuen elektrischen Modellreihe, die auch weiterhin dreirädrige Fahrzeuge mit Neigetechnik sind. Es gibt die Modelle wahlweise mit 45 km/h und 80 km/h Höchstgeschwindigkeit (EU-Fahrzeugklasse L5e-P) und eine Carver Cargo genannte Karosserieform mit größerem Stauraum im Heck.